# Ambrosius Hiltl

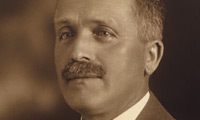
Ambrosius Hiltl

Ambrosius Hiltl (* 12. Juli 1877 in Kastl, Ortsteil Umelsdorf, Deutschland; † 27. November 1969 in Zürich) gründete das nach dem Guinness-Buch der Rekorde älteste vegetarische Restaurant der Welt, das Haus Hiltl im schweizerischen Zürich.

## Leben
Ambrosius Hiltl wuchs als Sohn eines Kleinbauern im bayerischen Neumarkt auf und lernte das Handwerk eines Schneiders. Ambrosius’ diverse Wanderschaften führten ihn dabei mehrmals in die Schweiz. Mit Nadel, Faden, Schere und Fingerhut verdiente er sich in Basel, im Jura, in Genf, Liestal, Herisau und Interlaken seinen Lebensunterhalt, bis er sich im Herbst 1897, im Alter von 20 Jahren, in Zürich niederliess.
1898 wurde in Zürich das «Vegetarierheim und Abstinenz-Café» eröffnet. Aufgrund der wirtschaftlich ungünstigen Lage zog es sehr bald von der Stockerstrasse an die Sihlstrasse 28. 1901 erkrankte der Schneidergeselle Ambrosius Hiltl an Rheuma. Sein Arzt und guter Freund Maximilian Oskar Bircher-Benner prognostizierte ihm den frühen Tod, falls er nicht unverzüglich seine Ernährung umstellen und ganz auf Fleisch verzichten würde.
Fleischlose Mahlzeiten waren damals für einen alleinstehenden Schneidergesellen nicht einfach zu organisieren, und so kam Hiltl durch Empfehlung eines Freundes ins «Vegetarierheim». Vegetarier wurden als «Grasfresser» verspottet. Dem «Vegetarierheim» verpasste der Volksmund gar den Spitznamen «Wurzelbunker».
Die Ernährungsumstellung führte bei Hiltl zu einer beachtlich raschen Heilung. Deshalb nahm er die Herausforderung an, als 1903 ein Geschäftsführer gesucht wurde. Dank steigendem Umsatz konnte Ambrosius Hiltl den Betrieb 1904 schließlich übernehmen. Kurz darauf heiratete er Martha Gneupel, die damalige Köchin vom «Vegetarierheim», und sie hatten zusammen zwei Söhne (Leonhard und Walter) und eine Tochter (Nelly).
1907 kaufte Ambrosius Hiltl die Liegenschaft an der Sihlstrasse 28. 1909 erhielt die Familie Hiltl das Bürgerrecht von Zürich. 1925 wurde das Restaurant erstmals neu gestaltet.
Ab den 1930er-Jahren folgten Pläne zur Vergrößerung und Modernisierung des Betriebs. 1931 zum Beispiel verfügte das Hiltl Vegi über die erste vollelektrische Restaurantküche in Zürich. Enorm wichtig waren auch die 1950er-Jahre, als Margrith Hiltl (Frau von Leonhard) 1951 als Schweizer Delegierte am Weltvegetarier Kongress in Delhi teilnahm. Vor Ort lernte sie die indisch-vegetarische Küche kennen und Freunde brachten ihr in den Folgejahren mehr und mehr exotische Gewürze und Zutaten im Privatgepäck mit nach Zürich. Zusammen mit Ambrosius wurde ein indisches Buffet errichtet, was noch heute ein wichtiger Bestandteil vom Haus Hiltl ist. Nachdem die indisch-vegetarische Küche etabliert war, kam sogar der indische Premierminister Moraji Desai eines Tages als Gast ins Hiltl und Hiltl belieferte die Swissair (Schweizer Fluggesellschaft) mit indischen Gerichten.
Bis 1955 leitete Ambrosius Hiltl den Betrieb, in den letzten Jahrzehnten tatkräftig unterstützt von seinen Söhnen: Leonhard, der sich zum Konditor ausbilden ließ, und Walter, der vier Jahrzehnte lang Hiltl-Küchenchef war. Bis ins hohe Alter war Ambrosius Hiltl in vitaler Verfassung. Noch als Neunzigjähriger bereiste er die halbe Welt, und war er zu Hause, wirkte er täglich in seinem Schrebergarten am Zürichberg.
1969 starb Ambrosius Hiltl in Zürich. Seither ging das Restaurant stets vom Vater auf den Sohn über (Ambrosius, Leonhard, Heinz, Rolf). Seit 1998 wird das Hiltl von Ambrosius‘ Urenkel Rolf Hiltl in 4. Generation geführt.